# Elohist
De Elohist (E) is binnen de documentaire hypothese een van de vier hypothetische bronnen van de Thora (de eerste vijf boeken van de Hebreeuwse Bijbel), samen met de Jahwist (J), de Deuteronomist en de Priestercodex. De Elohist zou zijn geschreven omstreeks 850 v.Chr. in het noordelijke koninkrijk Israël.

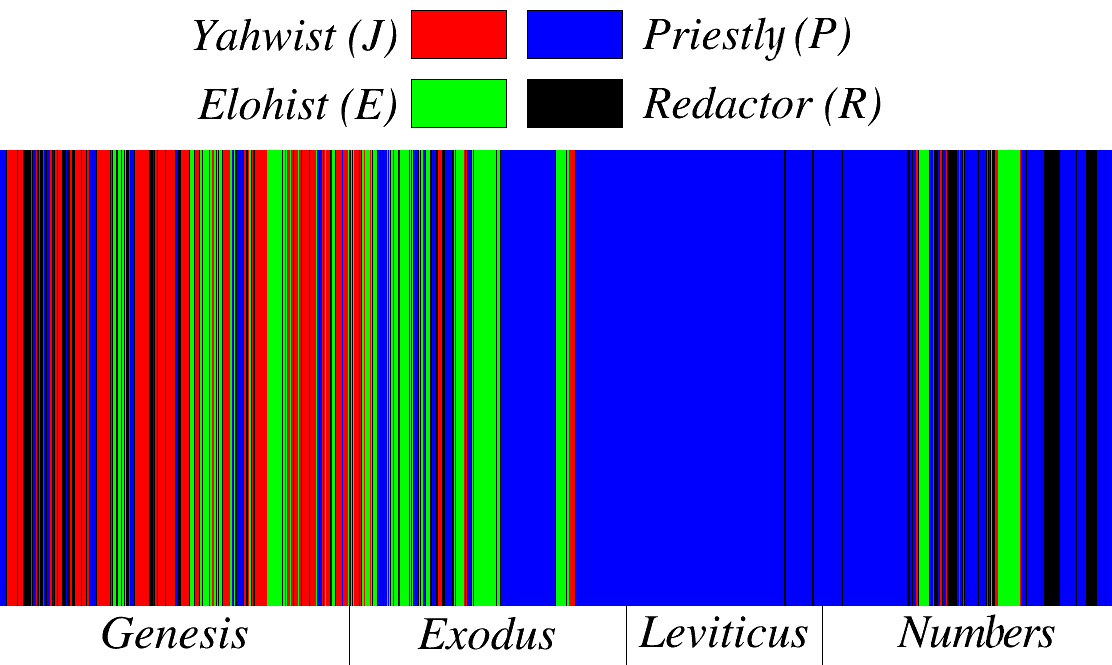
De veronderstelde spreiding van inhoud naar auteur over de boeken Genesis, Exodus, Leviticus en Numeri volgens Richard Friedman.

E lijkt sterk op J en de verhalen in beide overlappen vaak. E bestaat uit een derde van Genesis, de helft van Exodus en fragmenten van Numeri. Net als J beschrijft E een mensachtige God, maar noemt deze in eerste instantie Elohim en later, na de gebeurtenis met de brandende struik, Jahwe. E richt zich op het territorium van het koninkrijk Israël en de priesters in Silo en heeft een minder vloeiende stijl dan J.

## Hypothetisch werk
Met Elohist wordt in de Bijbelwetenschap het na Jahwist oudste werk aangeduid dat de basis vormt van de Thora en de basis vormt voor de verhaalconstructies erin. Het werk is niet als zelfstandige eenheid bewaard gebleven. Het is een literatuurwetenschappelijke hypothese.
Net als de Priestercodex (P), het boek Deuterojesaja, bron Q en andere geschriften, behoort Elohist tot de hypothetische werken die worden gebruikt in de Bijbelwetenschap om de ontstaansgeschiedenis van de huidige boeken van de Bijbel te begrijpen. Van deze werken wordt aangenomen dat ze ooit daadwerkelijk in de een of andere vorm hebben bestaan en uiteindelijk zijn opgegaan in de uiteindelijke (canonieke) tekst. Sommige delen zijn ongeschonden overgeleverd, van andere delen alleen woorden, zinsdelen, zinnen of fragmenten van een verhaal. Het analyseren van de uiteindelijke tekst op deze restanten zal waarschijnlijk nooit leiden tot zekerheid over de zelfstandige vorm en inhoud van de Elohist, dus er zal waarschijnlijk ook altijd wel discussie over blijven.

## Datering
Van de Elohist wordt aangenomen dat het is ontstaan door verschillende verhalen en tradities over het koninkrijk Israël, de tien stammen waaruit het bestond, en de Levieten samen te voegen tot één enkele tekst. Het belang van Efraïm wordt sterk benadrukt, de stam waaruit Jerobeam afkomstig was. Volgens Julius Wellhausen ontstond het werk rond 800 v.Chr. in het noordelijke koninkrijk Israël, maar omdat het werk zeer kritisch was over de aanwezigheid van Samaritanen vóór de aanwezigheid van Israëlieten, betogen sommigen dat het werk de zienswijzen weergeeft van de noordelijke vluchtelingen die naar Juda kwamen na de val van het noordelijke koninkrijk in 722 v.Chr.
Abraham Kuenen dateerde wat hij E¹ noemde (zie verderop) op 750 v.Chr. en E² op 650 v.Chr., net als Cornill. Stade dacht dat de Elohist niet ouder kon zijn dan 750 v.Chr. Lagarde beschouwde 732 v.Chr. als de vroegst mogelijke datum, maar stelde dat als het argument van Steindorff dat was gebaseerd op de Egyptische frase Ẓofnat Pa'neaḥ (een vorm die niet voor de 22e dynastie voorkwam in het Egyptisch en pas in zwang kwam na 663 en 609 v.Chr.) juist was, 650 v.Chr. dichter bij een juiste datering zou liggen.
Tegenwoordig wordt de Elohist over het algemeen gedateerd op de periode 875–740 v.Chr., waarin het noordelijke koninkrijk participeerde in de aanbidding van Kanaänitische en andere buitenlandse goden naast de aanbidding van JHWH, in samenhang met bondgenootschappen met buurlanden door verdragen en huwelijken. In deze context komt de nadruk op vrees voor God en gehoorzaamheid aan Gods woord over als een vermaning tot gehoorzaamheid en trouw in een sociale context van welvaart en verleidingen op allerlei fronten — cultisch, politiek en sociaal. Dit is de periode waaruit we voor het eerst bewaarde tradities hebben van echte profeten en hun orakels, zoals Hosea en Amos, die beiden werkten in het noordelijke koninkrijk; de nadruk van de Elohist op de rol van de profeet om het verbond te bevestigen en in het belang van het volk op te treden, kan parallel aan deze ontwikkeling zijn ontstaan.

## Karakteristieken
Vaak wordt aangenomen dat de Elohist en Jahwist op enig moment werden samengevoegd, waarbij veel meer onderdelen van de Jahwist bewaard bleven dan van de Elohist. Dit samengevoegde werk wordt ook wel JE genoemd (naar de twee letters die de afzonderlijke werken aanduiden) en vormde volgens Abraham Kuenen onderdeel van de "profetische strata", waarin maar weinig wetsmateriaal aanwezig was. Het eerste substantiële verhaal uit de Elohist is Genesis 20, waarin duidelijk wordt dat er verhalen waren over eerdere periodes in Abrahams carrière. In de biografie van Mozes is de Elohist spaarzaam aanwezig. Uit Exodus 33:6-11 blijkt dat de Elohist een verslag moet hebben gegeven van de gebeurtenissen op de Horeb (Sinaï), hoewel Jozua 24 er geen gewag van maakte. De Elohist noemde Aäron en Mirjam samen met Mozes. De Elohist beschreef Jozua als belangrijkste dienstknecht van Mozes. In die hoedanigheid was hij bevelhebber van het leger en was de enige die met Mozes de Godsberg op mocht. Het is duidelijk dat de Elohist Mozes beschouwde als de orakelpriester en Jozua als zijn voorbestemde opvolger. Aäron speelde voortdurend een ondergeschikte rol.
De Elohist is populair van opzet. Zo nam het zonder uitzondering de populaire opvatting over dat de plaatsen die voorkwamen in het leven van de aartsvaders, plaatsen van aanbidding waren. De Elohist noemde zulke heilige plaatsen aan met speciale aanduidingen, zoals Ha-maḳom. God werd zonder aarzeling geantropomorfiseerd. De Elohist sprak over aspecten van de cultus op een naïeve manier, zoals offermaaltijden met niet-Israëlieten. Matzevot werden zeer vaak genoemd als legitiem; godenbeeldjes waren bekend en Rachel stal die van haar vader. Heilige bomen werden erkend. De neḥushtan, "koperslang" werd met Mozes in verband gebracht. De Elohist had een gunstige kijk op populaire religieuze gebruiken, maar het maken van het gouden kalf werd duidelijk veroordeeld, net als mensenoffers. Ook al keek de Elohist gunstig aan tegen populaire gebruiken, hij deelde de zienswijzen van de vroege profeten. JHWH werd verklaard als ehyeh asher ehyeh. Een voorzienigheid of hoger doel werd aangenomen in menselijke aangelegenheden, zoals bijvoorbeeld in Jozefs ervaringen. God was zelfs met de aartsvaders in een vreemd land.
In de verhalen over wonderen die de Elohist vertelde, komt geloof in het bovennatuurlijke onmiskenbaar naar voren. De tien plagen waren tekenen om Mozes als Gods vertegenwoordiger te bevestigen. Ze werden in belangrijke mate opgeroepen door Mozes' staf, zonder de inmenging van natuurkrachten die in de Jahwist wordt aangetroffen. De rol die de Elohist toekende aan de ark van het verbond was ook onderdeel van de wonderen en de verovering van het land werd niet zozeer veroorzaakt door de moed van de stammen als door Gods wonderbaarlijke werking en instrumenten. De verhouding tussen Israël en God was van morele aard. De zondige natie verloor Gods goedkeuring. Gods openbaringen werden in de Elohist gegeven in dromen en visioenen. Gods engel, meestal het medium in de Jahwist, sprak in de Elohist vanuit de hemel. De bovennatuurlijke aard van de godheid werd zo benadrukt. Alleen Mozes kreeg de eer direct met God te spreken. De oudsten van Israël werden door de Elohist bij voorkeur beschreven als profeten. Abraham was een nabi. Mozes was de 'ebed Adonai bij uitstek, de "godsman". Hij bemiddelde tussen het volk en God. Rechtvaardigheid en moraliteit werden hoog gewaardeerd door de Elohist, zoals blijkt uit de tien geboden en het verbondsboek. De oudsten werden herhaaldelijk vermeld als hoeders van de wet. In de Elohist is echter ook een welgezinde interesse in priesterlijke instituties waar te nemen. Tienden werden historisch onderbouwd.

### Thematisch
Het belangrijkste thema of zelfs leer in het corpus van de Elohist is "God vrezen". Deze vrees is geen angst maar een vorm van respect en ontzag voor de autoriteit van God, die leidt tot een reactie van gehoorzaamheid. Waar dit ontzag bestaat, kunnen mensen — of het nu Israëlieten of heidenen zijn — goddelijke zegen tegemoetzien. In verschillende verhalen van de Elohist wordt de vrees voor God op de proef gesteld, vaak op gruwelijke wijze. In het beroemde verhaal over het bijna-offer van Isaak, speelde de Elohist zelfs met het Hebreeuws, want de frase voor "jij vreest God" (יְרֵא אְֶלֹהיִם, yireh elohim) werd Abrahams geloofsuitspraak dat "God zal voorzien" (אְֶלֹהיִם יִרְאֶה, yere elohim) — wat God deed door in een ram te voorzien om in plaats van Isaak te offeren. Er kan een patroon van nadruk op vrees voor God en beproevingen worden gezien in de versie van de Elohist van de verhalen over Jozef en de Hebreeuwse vroedvrouwen die het gebod van de farao om alle Hebreeuwse jongens te doden negeerden omdat zij "God vreesden".
Profetie is zo belangrijk voor de Elohist dat zelfs Abraham werd beschouwd als een profetische bemiddelaar, terwijl de Jozef in de Elohist dromen kan interpreteren als boodschappen van God. Mozes was de middelaar van het verbond en zelfs de buitenlander Bileam kon er niets tegen doen de boodschap van de God van de Joden te onthullen.

### Taalkundig
Het gebruik van אֱלֹהִים, Elohim voor "God" is het belangrijkste kenmerk van de Elohist. Adonai en El komen incidenteel voor. JHWH was onbekend vóór Mozes. De Elohist gebruikte graag combinaties als Elohe abi, Elohe abika en gebruikte ook ha-Elohim en Elohim als eigennaam zelfs nadat volgens zijn theorie JHWH was onthuld als de juiste benaming. De oorspronkelijke bevolking van Kanaän werden met Emori aangeduid. Kena'ani komt nergens voor in de Elohist. "Horeb" is de naam voor de "berg van God". Jakob, niet Israël, was de derde aartsvader; Jetro / Jether was Mozes' schoonvader. Ha-ish Mosheh is uniek in de Elohist.
Andere taalkundige eigenaardigheden zijn: het gebruik van amah, "jonge vrouwen" waar de Jahwist shifḥah gebruikte; ba'al in verschillende betekenissen; gadol en ḳaṭon in de betekenis "ouder" en "jonger"; dibber met het voorvoegsel ב, "aanmerkingen maken" of "verwijten"; dabar als "voorwerp" of "geschil"; dor dor; derek nashim waar de Jahwist oraḥ nashim gebruikte; hennah, "herwaarts"; zud, "arrogant handelen"; ḥizzaḳ leb; hokiaḥ en nokaḥ als een juridische procedure; yeled, "jongen", "kind"; lebab; luḥat ha-eben; mush; maḥaneh voor tijdelijk kamp; maẓa, "ontmoeten", "tegenkomen"; nizme zahab; nokri voor "vreemdeling"; nissah; niẓẓel, "wegnemen", "verwonden"; natan, "toestaan"; ha'aleh, "het volk brengen uit [Egypte]"; paga', "iemand ontmoeten"; hitpallel; panim el panim; paḥad Yiẓḥaḳ. Van nog meer uitdrukkingen wordt vermoed dat ze kenmerkend zijn voor het vocabulaire van de Elohist.
Ook bepaalde grammaticale eigenaardigheden worden aan de Elohist toegeschreven, zoals de infinitieven halok; de'ah; redah; re'oh; volledige vormen van voorvoegsels zoals kullanah en lebaddanah.
De stijl van de Elohist is losjes, onsamenhangend, zoals blijkt uit vormen als wayehi ba'et ha-hi', wa-yehi aḥar (aḥare) ha-debarim ha-elleh (vaak voorkomend). De Elohist gebruikte ook graag lange aanspreekvormen. De naam van de persoon werd herhaald. Stereotype introducties van dromen kwamen ook vrij vaak voor (ba-ḥalomi wehinneh). Vergeleken met de Jahwist was de Elohist prozaïsch, maar hij introduceerde poëtische citaten.
Ondergeschikte details kenmerken zijn beschrijvingen. Zo noemde hij regelmatig namen die verder geen rol speelden in het verhaal; net als geleerde tropen en fragmenten van Egyptisch taalgebruik. Chronologische schema's werden beïnvloed door de Elohist: "drie dagen". Bij de Elohist scheen ook een bepaald theologisch vooroordeel door, wat geïllustreerd wordt door het consistent vermijden van JHWH vóór "Mozes".

### Perspectief vanuit het noordelijke rijk
De Elohist schreef vanuit het perspectief van het noordelijke koninkrijk Israël. De biografie van de aartsvaders werd verbonden met de noordelijke tien stammen. Ruben was de grootmoedige broer van Jozef. Sichem speelde een belangrijke rol. Betel werd erkend als een heiligdom. Sommige Aramese uitdrukkingen bevestigen deze indruk. Kuenen en Cornille onderscheidden een Noordisraëlitische Elohist en een andere met neigingen richting het koninkrijk Juda (E¹ en E²).
Uit de teksten van de Elohist bleek hij daarom een opmerkelijk positieve houding te hebben ten opzichte van de noordelijke stammen — die van Jozef. In tegenstelling tot de Jahwist bevatte de Elohist verhalen die betrekking hadden op de politieke positie van Jozefs stammen: de geboorte van Benjamin en het grote belang van Efraïm. Waar de Jahwist Jozef beschreef als slachtoffer van een poging tot verkrachting door Potifars vrouw, wat nogal vernederend was voor Jozefs stammen, beschreef de Elohist Jozef als uitlegger van dromen — iemand die God begreep. Ook voor Jozua had de Elohist veel positieve aandacht, terwijl Aäron juist als een zwakkeling werd afgeschilderd (zoals in het verhaal over het gouden kalf). Daarnaast beschreef de Elohist dat Sichem werd gekocht, in plaats van de slachtpartij die de Jahwist beschreef. Deze voorkeur voor de aangelegenheden in het noordelijke koninkrijk Israël strekte zich uit tot het verklaren door de Elohist van het voorwerp in de noordelijke cultus dat bekend stond als de Nehushtan.

## Verschillen met de Jahwist

### Abraham en Isaak
Het verhaal van de Elohist begon kennelijk na Abrahams migratie, met het vrouw versus zusterverhaal dat ook in de versie van de Jahwist staat. De versies van de Elohist bevatten vaak meer dialoog of zelfs toespraken dan in vergelijking met de versie in de Jahwist. Deze dialogen brengen meer thema's naar voren die speelden in het verhaal. Vergelijk bijvoorbeeld de versie van de Elohist in Genesis 20:3-7 met die van de Jahwist in Genesis 12:17.
De Elohist verbond verhalen met expliciete verwijzingen naar eerdere of latere gebeurtenissen. Vergelijk bijvoorbeeld Abrahams verwijzing naar het verlaten van zijn vaderlijk huis in het verslag van de Jahwist in Genesis 12:1-3 met het latere verslag van de Elohist in Genesis 20:13. Deze verbindingen hebben het effect waarbij het thema gehoorzaamheid in de loop van de tijd wordt benadrukt. Dit komt ook voor in de verhalen over Jakob, Jozef en Mozes.
Een volgend groot verhaal over Abraham betrof het offer van Isaak. In de Elohist verscheen Isaak niet meer na het einde van het verhaal; mede hierdoor wekt het verhaal sterk de indruk dat Isaak daadwerkelijk werd geofferd. Aan de andere kant noemde de Jahwist dit verhaal in zijn geheel niet, hoewel Isaak veelvuldig werd genoemd. Toen de veronderstelde redacteur de twee verhalen samenvoegde, moest het feit dat Isaak nog steeds werd genoemd dus worden verklaard. De oplossing hiervoor wordt aan de redacteur toegeschreven, namelijk dat de HEER Abraham toestond een ram te offeren in plaats van zijn zoon en Isaak dus mocht blijven leven. Niettemin bevat een vroege traditie die in de Midrasj is opgenomen een versie van het verhaal waarin Isaak wordt gedood. Het is daarom logisch dat het verhaal van de Elohist hierna verder ging met Abrahams mogelijkheid andere kinderen te verwekken.

### Engelen en communicatie
Waar de Jahwist een menselijke God beschreef, die door de hof van Eden wandelde om Adam en Eva te zoeken, kwamen bij de Elohist vaak engelen voor. Zo was het de versie van de Elohist van het verhaal waarin de Jakobsladder voorkwam, een ladder waarop engelen afdaalden en opstegen, met God bovenaan de ladder. In de versie van de Jahwist was het gewoon een droom van Jakob waarin God boven de plek was, zonder ladder of engelen. Zo was het ook de Elohist die beschreef dat Jakob met God worstelde. Later was daar het verhaal over Bileam en zijn pratende ezelin, hoewel van dit verhaal soms wordt aangenomen dat het per ongeluk aan het manuscript werd toegevoegd, omdat het geen relatie lijkt te hebben met de rest van het verhaal.
In het verslag van de Elohist communiceerde God niet direct met mensen, in tegenstelling tot de Jahwist. In plaats daarvan communiceerde God indirect, via dromen of visioenen.

### Uittocht uit Egypte
Als het gaat om de uittocht uit Egypte, presenteerde de Elohist een meer uitgewerkt verhaal dan de Jahwist. In de eerste plaats breidde de Elohist de veronderstelde wreedheid van de Egyptenaren uit door hen te laten eisen stenen te maken zonder stro. In de tweede plaats beschreef het verhaal over de tien plagen van de Jahwist Mozes uitsluitend als bemiddelaar om God te smeken iedere plaag die hij had bedacht te stoppen, terwijl de Elohist over Mozes schreef dat deze de farao bedreigde en de plagen zelf over de Egyptenaren bracht. Bij de Elohist was de plaag van Pesach voldoende voor de Egyptenaren om hen te verjagen, terwijl de Jahwist de Egyptenaren beschreef als eerst onwillig toegevend, weer van mening veranderend en achter de Israëlieten aan jagend om ze terug te brengen.
In het verhaal van de uittocht was Mozes vaak het onderwerp van de zin en veroorzaker van de actie, terwijl de Jahwist hem vaak (maar niet altijd) een passievere ontvanger van Gods opdrachten maakte. Zoals te verwachten werd Mozes "vrees voor God" benadrukt.

### Tien geboden en verbondsboek
Een belangrijk verschil is dat de Jahwist in zijn versie van de tien geboden deze eenvoudig presenteerde als de wet die God gaf bij de Sinaï, terwijl de Elohist het veel uitgebreidere verbondsboek gaf. De Elohist vervolgde met de beschrijving hoe zulk een uitgebreide codex in de praktijk gehandhaafd zou kunnen worden, door Mozes' schoonvader Jetro als woordvoerder op te voeren om de noodzaak rechters aan te stellen te legitimeren. Om de wet verder kracht bij te zetten, beschreef de Elohist het proces waarbij deze in zijn geheel werd voorgelezen aan het volk.